# Óvakodj a törpétől
Az Óvakodj a törpétől (eredeti cím: Foul Play) 1978-ban bemutatott amerikai romantikus filmvígjáték-thriller, amelynek rendezője és írója Colin Higgins. A  játékfilm producerei Edward K. Milkis és Thomas L. Miller, zeneszerzője Charles Fox. A mozifilm a Miller-Milkis Productions és Shelburne Associates gyártásában készült, a Paramount Pictures forgalmazásában jelent meg.
Az Amerikai Egyesült Államokban 1978. június 14-én mutatták be, Magyarországon első magyar szinkronváltozattal 1981. május 7-én került mozikba. A második magyar szinkronváltozattal 1987. december 31-én az MTV2-n, a harmadik magyar szinkronváltozattal 2001. január 1-jén a TV2-n sugározták.

## Rövid történet
Egy félénk San Franciscó-i könyvtáros nő és egy kétbalkezes zsaru egymásba szeretnek, miközben egy albínóval, törpével és a katolikus egyházzal kapcsolatos bűntényt oldanak meg.

## Cselekmény
Gloria Mundy egy partiról hazafelé felvesz egy stoppost, akivel egy későbbi találkozót beszélnek meg egy moziba. A férfi azonban késve érkezik egy szúrt sebbel a hasán, s utoljára még azt súgja Gloria fülébe, hogy „óvakodj a törpétől.” Miután Gloria szembesül vele, hogy alkalmi ismerőse a moziban meghalt, azonnal rendőrt hív, ám a holttestnek közben nyoma vész. Senki nem hiszi el a Gloria által elmondott történetet, akinek életében megszaporodnak a bizarr események: hol el akarják rabolni, hol el akarják tenni láb alól, hol vélt, hol valós ellenfelek elől menekül. Az egyetlen támasza Tony Carlson nyomozó, aki partnerével lassacskán rájön, hogy Gloria tényleg belekeveredett valami nagy formátumú bűncselekménybe, és aki romantikus viszonyba is kerül vele, de ott van még Gloria kígyótulajdonos főbérlője, Mr. Hennessey is, aki ha kell, sajátos karatetudományával teszi helyre a gonosztevőket. A végére rájönnek, hogy egy bűnbanda az éppen San Franciscoba látogató pápa ellen merényletet készít elő, amely cselekményt az operaelőadás közben sikerül meghiúsítaniuk. 

## Szereplők
| Szereplő                                      | Színész             | Magyar hang                      | Magyar hang                     | Magyar hang                    |
| Szereplő                                      | Színész             | 1. magyar szinkron (MOKÉP, 1981) | 2. magyar szinkron (MTV2, 1987) | 3. magyar szinkron (TV2, 2000) |
| --------------------------------------------- | ------------------- | -------------------------------- | ------------------------------- | ------------------------------ |
| Gloria Mundy                                  | Goldie Hawn         | Kovács Nóra                      | Kovács Nóra                     | Hámori Eszter                  |
| Tony Carlson                                  | Chevy Chase         | Benkő Péter                      | Rátóti Zoltán                   | Lux Ádám                       |
| Mr. Hennessey, a háziúr                       | Burgess Meredith    | Csákányi László                  | Csákányi László                 | Dobránszky Zoltán              |
| Delia Darrow / Gerda Casswell                 | Rachel Roberts      | Pásztor Erzsi                    | Pásztor Erzsi                   | Győry Franciska                |
| Thorncrest érsek / Az érsek testvére          | Eugene Roche        | Láng József                      | Láng József                     | Kardos Gábor                   |
| Stanley Tibbets karmester                     | Dudley Moore        | Maros Gábor                      | Szerednyey Béla                 | Háda János                     |
| Stella                                        | Marilyn Sokol       | Rátonyi Hajni                    | Zsolnai Júlia                   | Ősi Ildikó                     |
| Fergie                                        | Brian Dennehy       | Csurka László                    | Csurka László                   | Németh Gábor                   |
| Rupert Stiltskin, a Törpe                     | Marc Lawrence       | Tyll Attila                      | Gruber Hugó                     | Uri István                     |
| Mozi igazgató                                 | Chuck McCann        | Balázs Péter                     | Botár Endre                     | Cs. Németh Lajos               |
| J.J. MacKuen, törpe növésű Biblia-árus ügynök | Billy Barty         | Kern András                      | Reviczky Gábor                  | Botár Endre                    |
| Sebhelyes arcú                                | Don Calfa           | Dobránszky Zoltán                | Kézdy György                    | Csuha Lajos                    |
| Bob Scott                                     | Bruce Solomon       | Helyey László                    | Helyey László                   | Gyurity István                 |
| Sandy                                         | Cooper Huckabee     | Felföldi László                  | Felföldi László                 | Seszták Szabolcs               |
| Mrs. Venus                                    | Pat Ast             | Pécsi Ildikó                     | Papp Ágnes                      | Bókai Mária                    |
| Mrs. Russel                                   | Frances Bay         | Bakó Márta                       | Bakó Márta                      | Várnagy Katalin                |
| Mrs. Monk                                     | Irene Tedrow        | Gyimesi Pálma                    | Gyimesi Pálma                   | Várnagy Katalin                |
| A díszelőadás rendezője                       | Lou Cutell          | Zana József                      | Nagy Zoltán                     | Kapácsy Miklós                 |
| Whitey Jackson, az Albínó                     | William Frankfather | Perlaki István                   | Varga T. József                 | néma szereplő                  |
| Hírolvasó a TV-ben                            | Chuck Walsh         | Ulbrich András                   | Varga T. József                 | Lázár Sándor                   |
| Coleman kapitány                              | John Hancock        | Szabó Ottó                       | Antal László                    | Koroknay Géza                  |
| Sally                                         | Barbara Sammeth     | Gór Nagy Mária                   | Gór Nagy Mária                  | Orosz Anna                     |
| Elsie                                         | Queenie Smith       | Tábori Nóra                      | Sándor Iza                      | Gyimesi Pálma                  |
| Ethel                                         | Hope Summers        | Náray Teri                       | Náray Teri                      | Kassai Ilona                   |
| A Török                                       | Ion Teodorescu      | Farkas Antal                     | Benkóczy Zoltán                 | Faragó András                  |
| Sylvia                                        | Janet Wood          | Magda Gabi                       | Magda Gabi                      | Braun Rita                     |
| Dickinson                                     | Bill Gamble         | N/A                              | Orosz István                    | Varga Tamás                    |
| Limuzinsofőr                                  | Michael David Lee   | Botár Endre                      | Szokol Péter                    | N/A                            |
| Luigi, a vendéglős                            | Neno Russo          | Szombathy Gyula                  | Mikó István                     | Szűcs Sándor                   |
| Kövér nő                                      | F. Jo Mohrbach      | N/A                              | Némedi Mari                     | N/A                            |
| Karmester                                     | Barry Manilow       | eredeti nyelven                  | eredeti nyelven                 | eredeti nyelven                |

## Betétdal
Ready to Take a Chance Again
- Előadó: Barry Manilow
- Dalszöveg: Norman Gimbel
- Zeneszerző: Charles Fox